# Loasoideae
Die Loasoideae sind eine Unterfamilie in der Familie der Blumennesselgewächse (Loasaceae). 

## Beschreibung

### Vegetative Merkmale
Die oberen Blätter sind gegenständig und die unteren wechselständig oder stehen vollständig gegenständig. Je nach Tribus sind meist Nesselhaare vorhanden oder sie fehlen. 

### Generative Merkmale
Die Blütenstände sind thyrsenähnlich und weisen entweder zahlreiche Parakladien und ausgeprägte Metatopie auf oder sind Dichasien, selten finden sich auch wenigblütige Monochasien.
Die zwittrigen Blüten sind radiärsymmetrisch und vier- bis achtzählig mit doppelter Blütenhülle. Die Kelchblätter sind haltbar. Die Kronblätter sind unverwachsen, tief kahnförmig oder fleischig (nie aber häutig und eben), meist genagelt, mit mehr als drei vom Ansatz ausgehenden Nerven, ganzrandig oder am Rand gezähnt.

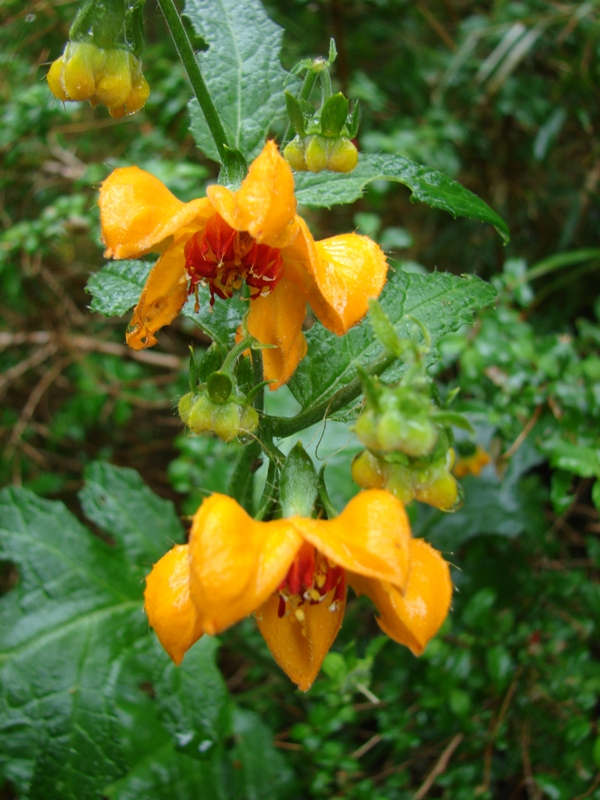
Loasa acanthifolia

## Systematik und Verbreitung
Das Mannigfaltigkeitszentrum der Unterfamilie Loasoideae liegt in Südamerika, sie strahlt jedoch aus bis Zentralamerika, auf karibische Inseln, Polynesien und – mit zwei Arten – nach Südwest- und Nordostafrika und die Arabische Halbinsel.
Die Unterfamilie Loasoideae enthält zwei Tribus mit dreizehn Gattungen:
- Tribus Loaseae: Es sind oft Nesselhaare vorhanden. Sie enthält etwa zehn Gattungen:[1]
  - Aosa Weigend: Von den etwa sieben Arten kommen sechs Arten im östlichen Brasilien und eine auf Hispaniola vor.[1]
  - Blumenbachia Schrad.: Die etwa zwölf Arten sind in Brasilien, Uruguay, Paraguay, Argentinien sowie Brasilien verbreitet.[1]
  - Caiophora C. Presl (Syn.: Cajophora Endl., Raphisanthe Lilja): Die etwa 56 Arten sind in Peru, Chile, Bolivien, Argentinien verbreitet und jeweils eine Art kommt in Uruguay, Brasilien sowie Ecuador vor.[1]
  - Chichicaste Weigend: Es gibt nur eine Art:
    - Chichicaste grandis (Standl.) Weigend: Sie gedeiht in Regenwäldern in Costa Rica und im nordwestlichen Kolumbien vor[1]

  - Huidobria Gay; mit nur zwei Arten, die in Nordchile vorkommen[1]
  - Kissenia R.Br. ex Endl.; mit nur zwei Arten: einer, die in Südarabien, Somalie und Äthiopien vorkommt, die andere, die in Südwestafrika vorkommt[1]
  - Loasa Adans.; mit etwa 36 Arten, die von Mexiko bis Südamerika vorkommen[1]
  - Nasa Weigend: Die etwa 100 Arten sind in der Neotropis verbreitet.[1]
  - Presliophytum (Urb. & Gilg) Weigend; mit etwa drei Arten, die in den Trockengebieten Westperus vorkommen[1]
  - Scyphanthus Sweet; mit 1 bis 2 Arten; sie kommen in Chile vor[1]
- Tribus Klaprothieae Urb. & Gilg: Es sind keine Nesselhaare vorhanden. Sie enthält drei Gattungen mit nur sechs Arten:[1]
  - Klaprothia Kunth; mit nur zwei Arten; sie kommen in tropischen Südamerika vor[1]
  - Plakothira Florence; mit drei Arten, sie kommen in Polynesien auf den Marquesas vor[1]
  - Xylopodia Weigend: Es gibt nur eine Art:
    - Xylopodia klaprothioides Weigend: Dieser Endemit kommt nur im nördlichen Peru in Contumaza vor.[1]